# Otte Sköld

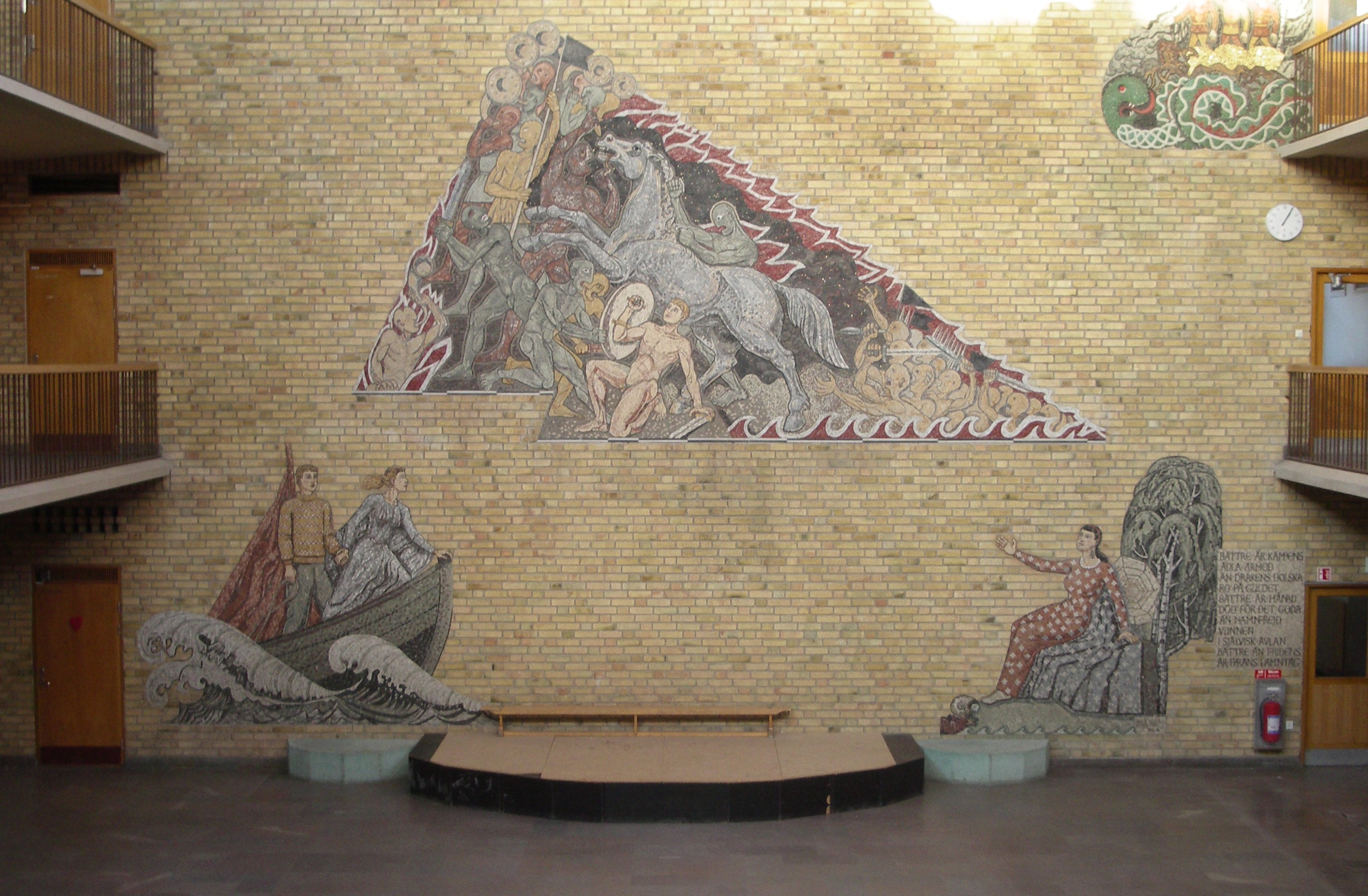
Vindens saga, mosaik i Västertorpsskolan i Stockholm.

Joseph Adolf Johannes Sköld, känd som Otte Sköld, född 14 juli 1894 i Wuchang, Kina, död 7 november 1958 i Hägerstens församling, Stockholm, var svensk målare, tecknare och grafiker.

## Biografi

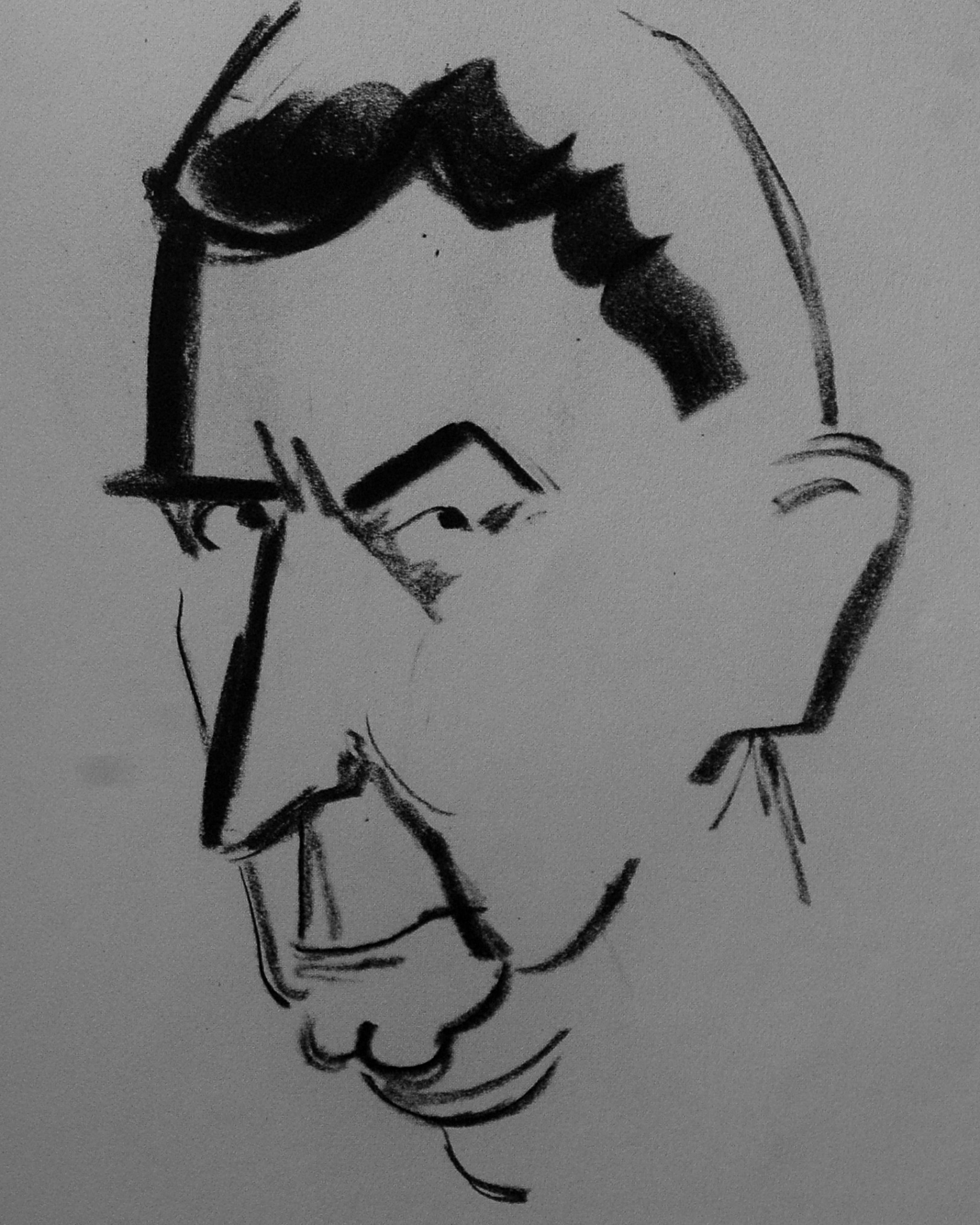
Karikatyrteckning av Otte Sköld utförd av konstnären John Jon-And.

Skölds föräldrar var missionären Johan Sköld och Eva Charlotta Eriksdotter. Han var bror till språkforskaren och socialisten Hannes Sköld och far till regissören Eva Sköld.
Sin första skolundervisning fick han Kina. Då han var 13 år gammal kom han till Sverige för att avsluta sina studier och tog realexamen i Osby 1911. Han trivdes dock inte alls med den svenska skolan, och övervägde ett tag att bli cirkusartist eller akrobat. Han valde dock måleriet och flyttade till Stockholm där han studerade vid Althins målarskola, vid Wilhelmsons målarskola och vid Tekniska skolan. Samtidigt försörjde han sig med att göra illustrationer till religiösa tidningar som Ungdomsvännen, Friska vindar och Korn åt små fåglar samt socialistiska som Stormklockan, Brand och Naggen. Hans illustrationer i Naggen visar tydliga influenser från Aubrey Beardsley. Tillsammans med Hugo Gehlin ställde han ut i Lund 1914, men vann ingen större uppmärksamhet.
Utbrottet av första världskriget hindrade konstnärer som sökte sig till kontinenten och Köpenhamn blev i stället ett centrum för nordiska konstnärer. Här mötte Sköld kubismen och kom att ta till sig den nya stilen. Hans egentliga debut kom på vårsalongen 1918. Sköld och Vera Nilsson som var kubister, och Hilding Linnqvist som var naivist betraktades som de mest radikala konstnärerna och kritiserades hårt av kritikerkåren. Även Isaac Grünewald var hård i sin kritik av Sköld. Gösta Olson blev dock mycket intresserad av Skölds tavlor, och tecknade ett avtal om leveranser av målningar till Svensk-franska konstgalleriet i Paris. Han lämnade 1919 Köpenhamn, och slog sig 1920 ned i Paris i stället. Här umgicks han med en grupp andra svenska konstnärer där Kurt Jungstedt, Nils Dardel, Bertil Lybeck och Birger Simonsson ingick. I gruppen ingick även de norska konstnärerna Henrik Sørensen, Per Krohg och Alf Rolfsen, liksom dansken Georg Jacobsen som förmedlade kontakt med Diego Rivera. Tillsammans med Georg Jacobsen företog Sköld 1921 en resa till Italien för att studera italiensk konst. Samma år hade han sin första separatutställning på Svensk-franska konstgalleriet. Den blev en stor framgång, och ledde till att han tilldelades Ester Lindahls stipendium, vilket gav honom möjlighet att företa en ny studieresa, denna gång till Spanien. Tillsammans med Birger Simonsson grundade han Falangen, där Sköld kom att bli den stora organisatören. Gruppen blev dock snart kritiserad för gynnas i utställningsammanhang. Efter en tid upplöstes den och kom att uppgå i den nya gruppen Unionalen.
Sköld stannade i Paris till 1927. Han tjänstgjorde som lärare vid Académie Montparnasse och vid Maison Watteau i Paris 1925–1926. Ledamot av Akademien för de fria konsterna 1929.
Otte Sköld bedrev konstutbildning under en stor del av sitt liv. I Paris under 1920-talet drev han tillsammans med nordiska kolleger Académie Scandinave och vid återkomsten till Sverige startade han och Åke Pernby Otte Skölds målarskola i oktober 1928 (från 1949 Pernbys målarskola).
Han var professor i figurmålning vid Konsthögskolan 1932–1938 och professor i måleri där 1938–1942. Han utnämndes till direktör för Konsthögskolan 1941, något som mötte stort motstånd från bland andra Isaac Grünewald och skulptören Nils Sjögren. Skölds administrativa förmåga var viktig under krigsåren. Han såg också till att några av landets främsta konstnärer, bland andra Sven Erixson, Eric Grate och Ragnar Sandberg knöts som professorer till Konsthögskolan. Han kvarstannade där till 1950.
Han var ledamot av Nationalmuseiutredningen 1944–1949 och ledamot av styrelsen för Stiftelsen Thielska galleriet från 1948. Otte Sköld blev överintendent och chef för Nationalmuseum 1950. Han fick det tydliga uppdraget att skapa ett speciellt museum för den samtida konsten. Åtta år senare, i maj 1958, invigdes Moderna museet i Exercishuset på Skeppsholmen.
Till en början målade Sköld i en dekorativ, kubistisk stil med vissa futuristiska inslag. Motiven utgjordes av vaktparader, nöjesliv etc. Sköld blev sedan representant för den nya sakligheten och målade detaljerade fönsterutsikter, stilleben och porträtt. Huvudverken utgjordes av målningar från kaféer, barer och populära dansrestauranger i Paris. Han har även utfört offentliga utsmyckningar, till exempel mosaiken Den goda jorden (1938) på Skogskyrkogården, mosaiken Vindens saga i ljushallen i Västertorpsskolan samt glasmålningar och teaterdekor. 
Han var lärare åt många svenska konstnärer, bland andra Arne Isacsson, Lars Norrman, John Wierth, Christer Strömholm, Ulla Waller, Ingrid Rydbeck-Zuhr, Siri Meyer, och Bertram Schmiterlöw.
Sköld finns representerad vid Nationalmuseum, Moderna museet, Nordiska museet i Stockholm, Norrköpings konstmuseum och Göteborgs konstmuseum, Örebro läns museum samt på Scenkonstmuseet.
Han gifte sig 1917 i Köpenhamn med gymnastikdirektören Arna Louise Margrethe Arntz (1892–1985), dotter till bryggeriägaren Georg Arnold Kristian Frederik Arntz och Johanne Marie Rohde.
Otte Sköld är begravd på kyrkogården vid Ekerö kyrka.

## Teater

### Scenografi (ej komplett)
| År   | Produktion | Upphovsmän         | Regi        | Teater   |
| ---- | ---------- | ------------------ | ----------- | -------- |
| 1941 | Rovdjuret  | Karl Ragnar Gierow | Alf Sjöberg | Dramaten |